# Kalanchoe serrata
Kalanchoe serrata ist eine Pflanzenart der Gattung Kalanchoe in der Familie der Dickblattgewächse (Crassulaceae).

## Beschreibung
Die mehrjährigen, kahlen, dichten Sträucher mit am Grunde kriechenden Ästen, die später aufrecht sind, erreichen Wuchshöhen von 30 bis 60 Zentimeter.
Die gestielten bis fast sitzenden, elliptisch bis ovalen grünbläulichen Blätter sind 4 bis 6 Zentimeter lang, 2,5 bis 4,5 Zentimeter breit und 3 Millimeter dick. Sie sind fein weiß bereift und mit rötlichen Flecken versehen. Unter den Blättern sitzen kleine Flügel. An den gesägt-gezähnten Blatträndern bilden sich Brutknospen. Der Blütenstand wird bis 30 Zentimeter hoch. Die hängenden, rotorangen bis goldgelben Blüten sind röhrenförmig und bis 3 Zentimeter lang.

## Systematik und Verbreitung
Kalanchoe serrata ist im Andringitra-Massiv im südlichen Zentralmadagaskar verbreitet.
Die Erstbeschreibung erfolgte 1947 durch Octave Mannoni und Pierre Boiteau. Synonyme der Art sind Bryophyllum serratum (Mannoni & Boiteau) Lauz.-March. und Bryophyllum lauzac-marchaliae V.V.Byalt.

## Nachweise